# Bundestagswahl 1980/Wahlergebnisse nach Bundesländern
Bundestagswahl 1980 – Wahlergebnisse nach Bundesländern.

## Wahlergebnisse

### Baden-Württemberg
| Gegenstand der Nachweisung | Erst- stimmen | Erst- stimmen | Zweit- stimmen | Zweit- stimmen | Sitze | Direkt- mandate |
| Gegenstand der Nachweisung | Anzahl        | %             | Anzahl         | %              | Sitze | Direkt- mandate |
| -------------------------- | ------------- | ------------- | -------------- | -------------- | ----- | --------------- |
| Wahlberechtigte            | 6.370.535     | 100,0         | 6.370.535      | 100,0          |       |                 |
| Wähler                     | 5.518.062     | 86,6          | 5.518.062      | 86,6           |       |                 |
| Ungültig                   | 78.753        | 1,4           | 64.022         | 1,2            |       |                 |
| Gültig                     | 5.439.309     | 100,0         | 5.454.040      | 100,0          | 72    | 37              |
| davon:                     |               |               |                |                |       |                 |
| CDU                        | 2.761.909     | 50,8          | 2.646.084      | 48,5           | 36    | 31              |
| SPD                        | 2.103.162     | 38,7          | 2.030.913      | 37,2           | 27    | 6               |
| F.D.P.                     | 423.523       | 7,8           | 654.882        | 12,0           | 9     | –               |
| GRÜNE                      | 133.706       | 2,5           | 99.074         | 1,8            | –     | –               |
| NPD                        | –             | –             | 11.475         | 0,2            | –     | –               |
| DKP                        | 13.062        | 0,2           | 7.634          | 0,1            | –     | –               |
| V                          | 939           | 0,0           | 1.488          | 0,0            | –     | –               |
| KBW                        | 2.033         | 0,0           | 1.278          | 0,0            | –     | –               |
| EAP                        | 554           | 0,0           | 1.212          | 0,0            | –     | –               |
| DU                         | 119           | 0,0           | –              | –              | –     | –               |
| Einzelbewerber             | 302           | 0,0           | –              | –              | –     | –               |

### Bayern
| Gegenstand der Nachweisung | Erst- stimmen | Erst- stimmen | Zweit- stimmen | Zweit- stimmen | Sitze | Direkt- mandate |
| Gegenstand der Nachweisung | Anzahl        | %             | Anzahl         | %              | Sitze | Direkt- mandate |
| -------------------------- | ------------- | ------------- | -------------- | -------------- | ----- | --------------- |
| Wahlberechtigte            | 7.827.420     | 100,0         | 7.827.420      | 100,0          |       |                 |
| Wähler                     | 6.854.780     | 87,6          | 6.854.780      | 87,6           |       |                 |
| Ungültig                   | 110.102       | 1,6           | 68.415         | 1,0            |       |                 |
| Gültig                     | 6.744.678     | 100,0         | 6.786.365      | 100,0          | 89    | 45              |
| davon:                     |               |               |                |                |       |                 |
| CSU                        | 3.941.365     | 58,4          | 3.908.459      | 57,6           | 52    | 40              |
| SPD                        | 2.252.449     | 33,4          | 2.220.953      | 32,7           | 30    | 5               |
| F.D.P.                     | 408.804       | 6,1           | 532.620        | 7,8            | 7     | –               |
| GRÜNE                      | 124.069       | 1,8           | 89.322         | 1,3            | –     | –               |
| NPD                        | –             | –             | 16.308         | 0,2            | –     | –               |
| DKP                        | 14.870        | 0,2           | 8.158          | 0,1            | –     | –               |
| C.B.V.                     | –             | –             | 3.946          | 0,1            | –     | –               |
| Bürgerpartei               | –             | –             | 3.533          | 0,1            | –     | –               |
| EAP                        | 675           | 0,0           | 1.221          | 0,0            | –     | –               |
| V                          | 455           | 0,0           | 1.124          | 0,0            | –     | –               |
| KBW                        | 655           | 0,0           | 721            | 0,0            | –     | –               |
| DU                         | 302           | 0,0           | –              | –              | –     | –               |
| DFP                        | 96            | 0,0           | –              | –              | –     | –               |
| Einzelbewerber             | 938           | 0,0           | –              | –              | –     | –               |

### Bremen
| Gegenstand der Nachweisung | Erst- stimmen | Erst- stimmen | Zweit- stimmen | Zweit- stimmen | Sitze | Direkt- mandate |
| Gegenstand der Nachweisung | Anzahl        | %             | Anzahl         | %              | Sitze | Direkt- mandate |
| -------------------------- | ------------- | ------------- | -------------- | -------------- | ----- | --------------- |
| Wahlberechtigte            | 523.161       | 100,0         | 523.161        | 100,0          |       |                 |
| Wähler                     | 459.208       | 87,8          | 459.208        | 87,8           |       |                 |
| Ungültig                   | 4.498         | 1,0           | 3.752          | 0,8            |       |                 |
| Gültig                     | 454.710       | 100,0         | 455.456        | 100,0          | 4     | 3               |
| davon:                     |               |               |                |                |       |                 |
| SPD                        | 245.074       | 53,9          | 238.912        | 52,5           | 3     | 3               |
| CDU                        | 137.674       | 30,3          | 131.017        | 28,8           | 1     | –               |
| F.D.P.                     | 51.810        | 11,4          | 68.720         | 15,1           | –     | –               |
| GRÜNE                      | 15.917        | 3,5           | 12.300         | 2,7            | –     | –               |
| DKP                        | 2.947         | 0,6           | 2.284          | 0,5            | –     | –               |
| NPD                        | –             | –             | 873            | 0,2            | –     | –               |
| Bürgerpartei               | –             | –             | 423            | 0,1            | –     | –               |
| KBW                        | 507           | 0,1           | 406            | 0,1            | –     | –               |
| V                          | 545           | 0,1           | 350            | 0,1            | –     | –               |
| EAP                        | 236           | 0,1           | 171            | 0,0            | –     | –               |

### Hamburg
| Gegenstand der Nachweisung | Erst- stimmen | Erst- stimmen | Zweit- stimmen | Zweit- stimmen | Sitze | Direkt- mandate |
| Gegenstand der Nachweisung | Anzahl        | %             | Anzahl         | %              | Sitze | Direkt- mandate |
| -------------------------- | ------------- | ------------- | -------------- | -------------- | ----- | --------------- |
| Wahlberechtigte            | 1.253.335     | 100,0         | 1.253.335      | 100,0          |       |                 |
| Wähler                     | 1.113.199     | 88,8          | 1.113.199      | 88,8           |       |                 |
| Ungültig                   | 9.918         | 0,9           | 6.731          | 0,6            |       |                 |
| Gültig                     | 1.103.281     | 100,0         | 1.106.468      | 100,0          | 13    | 7               |
| davon:                     |               |               |                |                |       |                 |
| SPD                        | 605.062       | 54,8          | 572.157        | 51,7           | 7     | 7               |
| CDU                        | 357.260       | 32,4          | 345.005        | 31,2           | 4     | –               |
| F.D.P.                     | 105.027       | 9,5           | 155.701        | 14,1           | 2     | –               |
| GRÜNE                      | 27.161        | 2,5           | 25.278         | 2,3            | –     | –               |
| DKP                        | 6.911         | 0,6           | 5.488          | 0,5            | –     | –               |
| NPD                        | –             | –             | 1.742          | 0,2            | –     | –               |
| V                          | 994           | 0,1           | 493            | 0,0            | –     | –               |
| KBW                        | 583           | 0,1           | 403            | 0,0            | –     | –               |
| EAP                        | 283           | 0,0           | 201            | 0,0            | –     | –               |

### Hessen
| Gegenstand der Nachweisung | Erst- stimmen | Erst- stimmen | Zweit- stimmen | Zweit- stimmen | Sitze | Direkt- mandate |
| Gegenstand der Nachweisung | Anzahl        | %             | Anzahl         | %              | Sitze | Direkt- mandate |
| -------------------------- | ------------- | ------------- | -------------- | -------------- | ----- | --------------- |
| Wahlberechtigte            | 4.001.747     | 100,0         | 4.001.747      | 100,0          |       |                 |
| Wähler                     | 3.598.071     | 89,9          | 3.598.071      | 89,9           |       |                 |
| Ungültig                   | 47.140        | 1,3           | 32.909         | 0,9            |       |                 |
| Gültig                     | 3.550.931     | 100,0         | 3.565.162      | 100,0          | 46    | 22              |
| davon:                     |               |               |                |                |       |                 |
| SPD                        | 1.721.811     | 48,5          | 1.655.513      | 46,4           | 22    | 19              |
| CDU                        | 1.486.212     | 41,9          | 1.447.904      | 40,6           | 19    | 3               |
| F.D.P.                     | 249.303       | 7,0           | 377.448        | 10,6           | 5     | –               |
| GRÜNE                      | 78.465        | 2,2           | 65.013         | 1,8            | –     | –               |
| DKP                        | 11.734        | 0,3           | 8.817          | 0,2            | –     | –               |
| NPD                        | –             | –             | 7.349          | 0,2            | –     | –               |
| KBW                        | 1.647         | 0,0           | 1.263          | 0,0            | –     | –               |
| V                          | 676           | 0,0           | 997            | 0,0            | –     | –               |
| EAP                        | 731           | 0,0           | 858            | 0,0            | –     | –               |
| Einzelbewerber             | 352           | 0,0           | –              | –              | –     | –               |

### Niedersachsen
| Gegenstand der Nachweisung | Erst- stimmen | Erst- stimmen | Zweit- stimmen | Zweit- stimmen | Sitze | Direkt- mandate |
| Gegenstand der Nachweisung | Anzahl        | %             | Anzahl         | %              | Sitze | Direkt- mandate |
| -------------------------- | ------------- | ------------- | -------------- | -------------- | ----- | --------------- |
| Wahlberechtigte            | 5.363.576     | 100,0         | 5.363.576      | 100,0          |       |                 |
| Wähler                     | 4.790.833     | 89,3          | 4.790.833      | 89,3           |       |                 |
| Ungültig                   | 47.636        | 1,0           | 35.691         | 0,7            |       |                 |
| Gültig                     | 4.743.197     | 100,0         | 4.755.142      | 100,0          | 63    | 31              |
| davon:                     |               |               |                |                |       |                 |
| SPD                        | 2.313.239     | 48,8          | 2.232.531      | 46,9           | 30    | 23              |
| CDU                        | 1.968.623     | 41,5          | 1.891.813      | 39,8           | 26    | 8               |
| F.D.P.                     | 345.591       | 7,3           | 535.914        | 11,3           | 7     | –               |
| GRÜNE                      | 101.049       | 2,1           | 77.475         | 1,6            | –     | –               |
| NPD                        | –             | –             | 7.107          | 0,1            | –     | –               |
| DKP                        | 10.636        | 0,2           | 7.020          | 0,1            | –     | –               |
| KBW                        | 2.648         | 0,1           | 1.486          | 0,0            | –     | –               |
| V                          | 558           | 0,0           | 993            | 0,0            | –     | –               |
| EAP                        | 364           | 0,0           | 803            | 0,0            | –     | –               |
| Einzelbewerber             | 489           | 0,0           | –              | –              | –     | –               |

### Nordrhein-Westfalen
| Gegenstand der Nachweisung | Erst- stimmen | Erst- stimmen | Zweit- stimmen | Zweit- stimmen | Sitze | Direkt- mandate |
| Gegenstand der Nachweisung | Anzahl        | %             | Anzahl         | %              | Sitze | Direkt- mandate |
| -------------------------- | ------------- | ------------- | -------------- | -------------- | ----- | --------------- |
| Wahlberechtigte            | 12.374.314    | 100,0         | 12.374.314     | 100,0          |       |                 |
| Wähler                     | 11.008.682    | 89,0          | 11.008.682     | 89,0           |       |                 |
| Ungültig                   | 116.614       | 1,1           | 89.233         | 0,8            |       |                 |
| Gültig                     | 10.892.068    | 100,0         | 10.919.449     | 100,0          | 147   | 71              |
| davon:                     |               |               |                |                |       |                 |
| SPD                        | 5.278.416     | 48,5          | 5.108.147      | 46,8           | 70    | 44              |
| CDU                        | 4.587.267     | 42,1          | 4.432.661      | 40,6           | 60    | 27              |
| F.D.P.                     | 798.323       | 7,3           | 1.191.643      | 10,9           | 17    | –               |
| GRÜNE                      | 187.264       | 1,7           | 136.278        | 1,2            | –     | –               |
| DKP                        | 33.594        | 0,3           | 23.115         | 0,2            | –     | –               |
| NPD                        | –             | –             | 14.407         | 0,1            | –     | –               |
| Bürgerpartei               | 441           | 0,0           | 7.300          | 0,1            | –     | –               |
| V                          | 2.252         | 0,0           | 2.407          | 0,0            | –     | –               |
| EAP                        | 1.381         | 0,0           | 1.827          | 0,0            | –     | –               |
| KBW                        | 2.454         | 0,0           | 1.664          | 0,0            | –     | –               |
| UAP                        | 159           | 0,0           | –              | –              | –     | –               |
| Einzelbewerber             | 517           | 0,0           | –              | –              | –     | –               |

### Rheinland-Pfalz
| Gegenstand der Nachweisung | Erst- stimmen | Erst- stimmen | Zweit- stimmen | Zweit- stimmen | Sitze | Direkt- mandate |
| Gegenstand der Nachweisung | Anzahl        | %             | Anzahl         | %              | Sitze | Direkt- mandate |
| -------------------------- | ------------- | ------------- | -------------- | -------------- | ----- | --------------- |
| Wahlberechtigte            | 2.759.777     | 100,0         | 2.759.777      | 100,0          |       |                 |
| Wähler                     | 2.480.763     | 89,9          | 2.480.763      | 89,9           |       |                 |
| Ungültig                   | 38.394        | 1,5           | 29.203         | 1,2            |       |                 |
| Gültig                     | 2.442.369     | 100,0         | 2.451.560      | 100,0          | 32    | 16              |
| davon:                     |               |               |                |                |       |                 |
| CDU                        | 1.153.871     | 47,2          | 1.118.216      | 45,6           | 15    | 10              |
| SPD                        | 1.076.165     | 44,1          | 1.048.611      | 42,8           | 14    | 6               |
| F.D.P.                     | 165.243       | 6,8           | 239.921        | 9,8            | 3     | –               |
| GRÜNE                      | 39.547        | 1,6           | 33.500         | 1,4            | –     | –               |
| NPD                        | –             | –             | 5.311          | 0,2            | –     | –               |
| DKP                        | 6.463         | 0,3           | 4.139          | 0,2            | –     | –               |
| V                          | 939           | 0,0           | 1.488          | 0,0            | –     | –               |
| EAP                        | 385           | 0,0           | 752            | 0,0            | –     | –               |
| KBW                        | 629           | 0,0           | 532            | 0,0            | –     | –               |
| Bürgerpartei               | 66            | 0,0           | –              | –              | –     | –               |

### Saarland
| Gegenstand der Nachweisung | Erst- stimmen | Erst- stimmen | Zweit- stimmen | Zweit- stimmen | Sitze | Direkt- mandate |
| Gegenstand der Nachweisung | Anzahl        | %             | Anzahl         | %              | Sitze | Direkt- mandate |
| -------------------------- | ------------- | ------------- | -------------- | -------------- | ----- | --------------- |
| Wahlberechtigte            | 829.768       | 100,0         | 829.768        | 100,0          |       |                 |
| Wähler                     | 752.025       | 90,6          | 751.945        | 90,6           |       |                 |
| Ungültig                   | 12.882        | 1,7           | 10.523         | 1,4            |       |                 |
| Gültig                     | 739.143       | 100,0         | 741.422        | 100,0          | 8     | 5               |
| davon:                     |               |               |                |                |       |                 |
| SPD                        | 369.507       | 50,0          | 358.040        | 48,3           | 4     | 3               |
| CDU                        | 323.348       | 43,7          | 313.709        | 42,3           | 4     | 2               |
| F.D.P.                     | 40.024        | 5,4           | 57.598         | 7,8            | –     | –               |
| GRÜNE                      | 2.127         | 0,3           | 7.829          | 1,1            | –     | –               |
| DKP                        | 3.759         | 0,5           | 2.471          | 0,3            | –     | –               |
| NPD                        | –             | –             | 1.234          | 0,2            | –     | –               |
| EAP                        | 274           | 0,0           | 328            | 0,0            | –     | –               |
| V                          | –             | –             | 213            | 0,0            | –     | –               |
| KBW                        | 104           | 0,0           | –              | –              | –     | –               |

### Schleswig-Holstein
| Gegenstand der Nachweisung | Erst- stimmen | Erst- stimmen | Zweit- stimmen | Zweit- stimmen | Sitze | Direkt- mandate | Über- hang- mandat |
| Gegenstand der Nachweisung | Anzahl        | %             | Anzahl         | %              | Sitze | Direkt- mandate | Über- hang- mandat |
| -------------------------- | ------------- | ------------- | -------------- | -------------- | ----- | --------------- | ------------------ |
| Wahlberechtigte            | 1.928.108     | 100,0         | 1.928.108      | 100,0          |       |                 |                    |
| Wähler                     | 1.716.553     | 89,0          | 1.716.553      | 89,0           |       |                 |                    |
| Ungültig                   | 19.708        | 1,1           | 12.636         | 0,7            |       |                 |                    |
| Gültig                     | 1.696.845     | 100,0         | 1.703.917      | 100,0          | 23    | 11              | 1                  |
| davon:                     |               |               |                |                |       |                 |                    |
| SPD                        | 843.976       | 49,7          | 794.900        | 46,7           | 11    | 11              | 1                  |
| CDU                        | 691.043       | 40,7          | 662.791        | 38,9           | 9     | –               | –                  |
| FDP                        | 132.832       | 7,8           | 216.552        | 12,7           | 3     | –               | –                  |
| GRÜNE                      | 23.314        | 1,4           | 23.520         | 1,4            | –     | –               | –                  |
| DKP                        | 3.182         | 0,2           | 2.474          | 0,1            | –     | –               | –                  |
| NPD                        | –             | –             | 2.290          | 0,1            | –     | –               | –                  |
| V                          | 741           | 0,0           | 676            | 0,0            | –     | –               | –                  |
| KBW                        | 748           | 0,0           | 421            | 0,0            | –     | –               | –                  |
| EAP                        | 109           | 0,0           | 293            | 0,0            | –     | –               | –                  |
| Einzelbewerber             | 900           | 0,1           | –              | –              | –     | –               | –                  |